# Zanthoxylum kauaense
Zanthoxylum kauaense е вид растение от семейство Седефчеви (Rutaceae). Видът е почти застрашен от изчезване.

## Разпространение
Разпространен е в САЩ.